# كيفين ليفرون
كيفِن مارك ليفرون (بالإنجليزية: Kevin Levrone)‏ (من مواليد 16 يوليو 1964) هو لاعب كمال أجسام أمريكي محترف في IFBB، وأحد مشاهير قاعات عرض IFBB، وموسيقي ومدون.
خلال مسيرته المهنية، نافس ليفرون في 68 مسابقة احترافية لـIFBB. يعتبر واحدًا من أفضل لاعبي كمال الأجسام في التسعينيات، على الرغم من أنه لم يفز أبدًا بلقب مستر أولمبيا المرموق، فقد فاز بـ 23 عرضًا احترافيًا، يحمل الرقم القياسي لأكبر عدد من الانتصارات لمحترف في IFBB ولم يتخطاه سوا روني كولمان حيث حقق رقم قياسي جديد في عام 2004 وكُسر هذا الرقم القياسي في نهاية المطاف من قبل ديكستر جاكسون في عام 2016 بـ28 فوزا.

## روابط خارجية
- كيفين ليفرون على موقع IMDb (الإنجليزية)
- كيفين ليفرون على موقع قاعدة بيانات الفيلم (الإنجليزية)